# Femke Stoltenborg
Femke Stoltenborg (Winterswijk, 30 luglio 1991) è una pallavolista olandese, palleggiatrice dello Schweriner.

## Carriera
La carriera di Femke Stoltenborg inizia nella stagione 2007-08 quando viene ingaggiata dal Longa'59, militante nell'A-League, dove resta per due stagioni; dopo un'annata all'HAN, nella stagione 2010-11 passa al TVC Amstelveen, vincendo una Supercoppa olandese: dopo aver fatto parte delle nazionali giovanili olandesi, nel 2010 ottiene le prime convocazioni in nazionale.
Nell'annata 2011-12 si trasferisce in Germania per giocare nel Dresdner, nella 1. Bundesliga; nello stesso campionato gioca anche nella stagione 2012-13 vestendo la maglia del Fischbek di Amburgo e nella stagione 2013-14 con il PTSV Aachen.
Nella stagione 2014-15 viene ingaggiata dalla Ornavasso, nella Serie A1 italiana: tuttavia il club viene escluso pochi giorni prima dell'inizio della competizione, accasandosi quindi alla squadra ripescata, ossia il Forlì; con la nazionale vince la medaglia d'argento al campionato europeo 2015. Nella stagione successiva ritorna in Germania, questa volta al MTV Stoccarda; con la nazionale si aggiudica il bronzo al World Grand Prix 2016.
Nel dicembre 2016 ritorna, poco dopo l'inizio del campionato 2016-17, al club di Aquisgrana; con la nazionale si aggiudica la medaglia d'argento al campionato europeo 2017. Nella stagione successiva si accasa nuovamente al MTV Stoccarda, sempre in 1. Bundesliga. Per il campionato 2018-19 si trasferisce in Polonia, prendendo parte alla Liga Siatkówki Kobiet col Budowlani Łódź, con cui si aggiudica la Supercoppa.
Per la stagione 2019-20 firma per l'Alba-Blaj, nella Divizia A1 rumena, concludendo il campionato con la vittoria del titolo nazionale, mentre in quella successiva difende i colori delle tedesche dello Schweriner, in 1. Bundesliga, con cui si aggiudica la Supercoppa tedesca e la Coppa di Germania.

## Palmarès

### Club
- Campionato rumeno: 1

2019-20
- Coppa di Germania: 1

2020-21
- Supercoppa olandese: 1

2010
- Supercoppa polacca: 1

2018
- Supercoppa tedesca: 1

2020

### Nazionale (competizioni minori)
- Montreux Volley Masters 2015